# Virginia Wade
Sarah Virginia Wade (Bournemouth, Engeland, 10 juli 1945) is een voormalig tennisspeelster uit het Verenigd Koninkrijk. Zij won zeven grandslamtoernooien – drie in het enkel- en vier in het dubbelspel.
Wade speelde tennis op het hoogste niveau van 1968 tot 1986.
In 1968 won Wade haar eerste grandslamtitel, op het US Open.
Haar tweede grandslamtitel greep zij op het Australian Open in 1972.
In 1977 won zij Wimbledon, door in de finale de Nederlandse Betty Stöve te verslaan. Opvallend is dat zij nooit een enkelspelfinale van een grandslamtoernooi verloor.
Gedurende 21 achtereenvolgende jaren (1965–1985) nam zij deel aan het Britse Wightman Cup-team. Geen enkele andere speelster deed zo vaak mee met dit toernooi.
In 1987 ontving Wade de Sarah Palfrey Danzig Award. In 1989 werd zij opgenomen in de internationale Tennis Hall of Fame.
Sinds 2006 is zij commentator bij de wedstrijden tijdens Wimbledon.

## Grandslamtitels

### Enkelspel
| Jaar | Toernooi        | Tegenstandster in finale | Score         |
| ---- | --------------- | ------------------------ | ------------- |
| 1968 | US Open         | Billie Jean King         | 6-4, 6-2      |
| 1972 | Australian Open | Evonne Goolagong-Cawley  | 6-4, 6-4      |
| 1977 | Wimbledon       | Betty Stöve              | 4-6, 6-3, 6-1 |

### Dubbelspel
| Jaar | Toernooi        | Partner        | Tegenstandsters in finale        | Score         |
| ---- | --------------- | -------------- | -------------------------------- | ------------- |
| 1973 | Australian Open | Margaret Court | Kerry Harris Kerry Melville-Reid | 6-4, 6-4      |
| 1973 | Roland Garros   | Margaret Court | Françoise Dürr Betty Stöve       | 6-2, 6-3      |
| 1973 | US Open         | Margaret Court | Billie Jean King Rosemary Casals | 3-6, 6-3, 7-5 |
| 1975 | US Open         | Margaret Court | Billie Jean King Rosemary Casals | 7-5, 2-6, 7-6 |

## Titels enkelspel vanaf 1968 (55)
- Bron algemeen: zie haar WTA-profiel
- Bron algemeen: Tennisforum Blast from the Past
- Bron Zuid-Afrika: Tennisforum "Sugar Circuit"

1. 1967: (23 dec) Border Championships, Oost-Londen (Zuid-Afrika) – versl. Patricia Walkden 6-1, 4-6, 6-4
2. 1968: (15 jan) Bloemfontein, Oranje Vrijstaat (Zuid-Afrika) – versl. Patricia Walkden 6-3, 6-3
3. 1968: (27 apr) Bournemouth (UK) ↑
4. 1968: (8 sep) US Open ↑
5. 1968: (23 nov) Dewar Cup Final, Crystal Palace (Londen) – versl. Margaret Court 6-3, 6-4
6. 1969: (1 jan) Border Championships, Oost-Londen (Zuid-Afrika) – versl. Winnie Shaw 6-1, 3-6, 6-1
7. 1969: (18 jan) Western Province Championships, Kaapstad (Zuid-Afrika) – versl. Patricia Walkden 6-4, 6-1
8. 1969: (20 jul) Rothmans North of England, Hoylake (UK) ↑
9. 1969: (18 okt) Dewar Cup, Perth (Schotland) – versl. Ann Jones 9-7, 6-2
10. 1969: (25 okt) Dewar Cup, Stalybridge (UK) – versl. Ann Jones 6-3, 1-6, 6-3
11. 1969: (1 nov) Dewar Cup, Aberavon (Wales) ↑
12. 1969: (13 nov) Dewar Cup Final, Crystal Palace (Londen) ↑
13. 1970: (jan) German Indoors, München – versl. Joyce Williams 6-2, 6-4
14. 1970: (18 mei) West Berlijn Open – versl. Helga Niessen 10-8 6-1
15. 1970: (11 jul) Irish Open, Dublin ↑
16. 1970: (24 okt) Dewar Cup, Stalybridge (UK) – versl. Ann Jones 2-6, 6-2, 6-1
17. 1970: (31 okt) Dewar Cup, Aberavon (Wales) ↑
18. 1971: (9 jan) Western Province Championships, Kaapstad (Zuid-Afrika) – versl. Elizabeth Truter 6-1, 6-0
19. 1971: (25 apr) Catania Open Grand Prix (Sicilië, Italië) – versl. Gail Sherriff Chanfreau 6-0, 6-3
20. 1971: (29 apr) Rome ↑
21. 1971: (10 jul) Welsh Open, Newport (Wales) – versl. Judy Tegart Dalton 6-3, 6-4
22. 1971: (26 jul) Cincinnati (US) ↑
23. 1971: (19 okt) Dewar Cup, Billingham (UK) ↑
24. 1971: (2 okt) Dewar Cup, Aberavon (Wales) ↑
25. 1971: (18 nov) Dewar Cup Final, Royal Albert Hall (Londen) ↑
26. 1971: (4 dec) Clean Air Classic, New York ↑
27. 1972: (3 jan) Australian Open ↑
28. 1972: (31 jan) US Indoor, Boston/Hingham Massachusetts (US) ↑
29. 1972: (27 aug) Merion, Haverford Pennsylvania (US) – versl. Laurie Fleming[2] 6-4, 6-1
30. 1972: (1 dec) Argentine Open, Buenos Aires (Argentinië) ↑
31. 1973: (11 maa) Virginia Slims of Dallas (US) ↑
32. 1973: (12 mei) Bournemouth (UK) ↑
33. 1973: (22 okt) Dewar Cup, Aberavon (Wales) ↑
34. 1973: (30 okt) Dewar Cup, Edinburgh ↑
35. 1973: (6 nov) Dewar Cup, Billingham (UK) ↑
36. 1973: (11 nov) Dewar Cup Final, Royal Albert Hall (Londen) ↑
37. 1974: (3 maa) Virginia Slims of Chicago (US) ↑
38. 1974: (26 mei) Bournemouth (UK) ↑
39. 1974: (13 okt) Virginia Slims of Phoenix (US) ↑
40. 1974: (4 nov) Dewar Cup, Edinburgh ↑
41. 1974: (11 nov) Dewar Cup Final, Royal Albert Hall (Londen) ↑
42. 1975: (23 maa) Virginia Slims of Dallas (US) ↑
43. 1975: (29 maa) Virginia Slims of Philadelphia (US) ↑
44. 1975: (21 jun) Eastbourne (UK) ↑
45. 1975: (2 nov) Stockholm Indoors (Zweden) ↑
46. 1975: (9 nov) Paris Indoors – versl. Sue Barker 6-1, 6-7, 9-7
47. 1975: (13 dec) Dewar Cup Final, Londen ↑
48. 1976: (18 sep) US Indoor, Atlanta (US) ↑
49. 1976: (1 nov) Dewar Cup Final, Royal Albert Hall (Londen) ↑
50. 1977: (2 jul) Wimbledon ↑
51. 1977: (1 okt) World Invitational Tennis Classic, Hilton Head (US) ↑
52. 1977: (18 sep) Tokyo Sillook Open (Japan) ↑
53. 1978: (26 aug) Mahwah, New Jersey (US) ↑
54. 1978: (17 sep) Tokyo Sillook Open (Japan) ↑
55. 1978: (12 nov) Florida Federal Open, Tampa/Oldsmar (US) ↑

↑ Klik op de link voor details zoals tegenstandster en score in de finale.

(datum) duidt, waar mogelijk, de finale van het desbetreffende toernooi aan.

## Resultaten grandslamtoernooien
| Legenda | Legenda                          |
| ------- | -------------------------------- |
| g.t.    | geen toernooi gehouden           |
| l.c.    | lagere categorie                 |
| –       | niet deelgenomen                 |
| G       | uitgeschakeld in de groepsfase   |
| 1R      | uitgeschakeld in de eerste ronde |
| 2R      | uitgeschakeld in de tweede ronde |
| 3R      | uitgeschakeld in de derde ronde  |
| 4R      | uitgeschakeld in de vierde ronde |
| KF      | uitgeschakeld in de kwartfinale  |
| HF      | uitgeschakeld in de halve finale |
| F       | de finale verloren               |
| W       | het toernooi gewonnen            |
| w-v     | winst/verlies-balans             |

### Enkelspel
| toernooi        | 1962 | 1963 | 1964 | 1965 | 1966 | 1967 | 1968 | 1969 | 1970 | 1971 | 1972 | 1973 | 1974 | 1975 | 1976 | 1977 | 1977 | 1978 | 1979 | 1980 | 1981 | 1982 | 1983 | 1984 | 1985 |
| --------------- | ---- | ---- | ---- | ---- | ---- | ---- | ---- | ---- | ---- | ---- | ---- | ---- | ---- | ---- | ---- | ---- | ---- | ---- | ---- | ---- | ---- | ---- | ---- | ---- | ---- |
| Australian Open | –    | –    | –    | –    | –    | –    | –    | –    | –    | –    | W    | KF   | –    | –    | –    | –    | –    | –    | –    | –    | –    | –    | 3R   | 3R   | 3R   |
| Roland Garros   | –    | –    | –    | –    | –    | –    | –    | 3R   | KF   | 2R   | KF   | 4R   | 3R   | –    | –    | –    | –    | –    | 3R   | 4R   | 4R   | 3R   | 1R   | 1R   | 2R   |
| Wimbledon       | 2R   | 2R   | 2R   | 4R   | 2R   | KF   | 1R   | 3R   | 4R   | 4R   | KF   | KF   | HF   | KF   | HF   | W    | W    | HF   | KF   | 4R   | 2R   | 2R   | KF   | 3R   | 3R   |
| US Open         | –    | –    | –    | –    | –    | –    | W    | HF   | HF   | –    | KF   | KF   | 3R   | HF   | 2R   | KF   | KF   | 3R   | KF   | 3R   | 3R   | 1R   | 2R   | 2R   | –    |

### Vrouwendubbelspel
| toernooi        | 1968 | 1969 | 1970 | 1971 | 1972 | 1973 | 1974 | 1975 | 1976 | 1977 | 1977 | 1978 | 1979 | 1980 | 1981 | 1982 | 1983 | 1984 | 1985 | 1986 |
| --------------- | ---- | ---- | ---- | ---- | ---- | ---- | ---- | ---- | ---- | ---- | ---- | ---- | ---- | ---- | ---- | ---- | ---- | ---- | ---- | ---- |
| Australian Open | –    | –    | –    | –    | HF   | W    | –    | –    | –    | –    | –    | –    | –    | –    | –    | –    | 3R   | 3R   | KF   | g.t. |
| Roland Garros   | –    | KF   | KF   | 3R   | 3R   | W    | –    | –    | –    | –    | –    | –    | F    | KF   | 2R   | 2R   | 3R   | 3R   | 3R   | 3R   |
| Wimbledon       | KF   | 1R   | F    | 3R   | HF   | 3R   | KF   | KF   | 1R   | HF   | HF   | HF   | HF   | KF   | KF   | 3R   | 3R   | 3R   | 2R   | 2R   |
| US Open         | HF   | F    | F    | –    | F    | W    | HF   | W    | F    | KF   | KF   | HF   | 1R   | KF   | 2R   | 1R   | 3R   | 2R   | 1R   | 2R   |

## Trivia
- Koningin Elizabeth II woonde de Wimbledonfinale tegen Betty Stöve bij. Dit zou de laatste keer zijn dat zij aanwezig was bij een Wimbledontoernooi totdat zij de wedstrijd in de tweede ronde van Andy Murray tegen Jarkko Nieminen bijwoonde op 24 juni 2010.[3]